# EE Times
EE Times (acrònim de Electronic Engineering Times) és una revista de la indústria electrònica publicada als Estats Units des de 1972. EE Times és actualment propietat d'AspenCore, una divisió d'Arrow Electronics des de l'agost de 2016.
Des de la seva adquisició per part d'AspenCore, EE Times ha vist una important inversió en tecnologia editorial i editorial i un èmfasi renovat en la cobertura d'investigació. Les noves característiques inclouen The Dispatch, que perfila els enginyers de primera línia i desempaqueta els problemes de disseny de la vida real i les seves solucions en informes tècnics però conversacionals.
EE Times va ser llançat el 1972 per Gerard G. Leeds de CMP Publications Inc. El 1999, la família Leeds va vendre CMP a United Business Media per 900 milions de dòlars. Després de l'any 2000, EE Times es va traslladar més a la publicació web. El canvi en la publicitat de la publicitat impresa a la en línia va començar a accelerar-se el 2007 i el personal de les publicacions periòdiques es va adaptar a la caiguda dels ingressos.
El juliol de 2013, l'edició digital va migrar a la plataforma comunitària DeusM d'UBM TechWeb.
El 3 de juny de 2016, UBM va anunciar que EE Times, juntament amb la resta de la cartera de mitjans electrònics (EDN, Embedded.com, TechOnline i Datasheets.com) es venia a AspenCore Media, una empresa propietat d'Arrow Electronics per 23,5 milions de dòlars. L'adquisició es va completar l'1 d'agost de 2016.
EE Times és gratuït per a enginyers de disseny qualificats, gestors i gestió empresarial i corporativa de la indústria electrònica. També està disponible en línia, el lloc web de l' EE Times ofereix notícies, columnes i inclou articles per a la fabricació de semiconductors, comunicacions, automatització del disseny electrònic, enginyeria electrònica, tecnologia i productes. El novembre de 2012, UBM Electronics va anunciar que el número de desembre de 2012 d' EE Times seria l'últim a imprimir. El 2013, EE Times serà només un producte en línia.
El 2018, EE Times va llançar un lloc web actualitzat, va ressuscitar la seva edició impresa a Europa i va llançar un nou programa de ràdio, EE Times On Air, disponible una hora després de l'emissió en directe com a podcast.